# جوناثان إدواردز ريلاند
جوناثان إدواردز ريلاند (5 مايو 1798 - 16 أبريل 1866) كان رجلاً إنجليزيًا من الأدباء والمعلمين.

## حياته
الابن الوحيد لجون ريلاند (1753-1825)، من زوجته الثانية، وُلد في نورثامبتون في 5 مايو 1798. قضى سنواته الأولى في بريستول، وتلقى تعليمه في الكلية المعمدانية، التي ترأسها والده، وفي جامعة إدنبرة حيث كان تلميذا للدكتور توماس براون.
كان لبعض الوقت مدرسًا للرياضيات والكلاسيكية في كلية ميل هيل، ولفترة قصيرة قام بالتدريس في كلية برادفورد. انتقل لاحقًا إلى بريستول، وفي عام 1835 ذهب إلى نورثهامبتون، حيث مكث بقية حياته. حصل على درجة الماجستير عام 1852 من جامعة براون، رود آيلاند.
توفي في واترلو، نورثامبتون، في 16 أبريل 1866. في 4 يناير 1828 تزوج فرانسيس، ابنة جون بوكستون من نورثامبتون.